# Hesperumia unicoloraria
Hesperumia unicoloraria là một loài bướm đêm trong họ Geometridae.